# Disputa do Santíssimo Sacramento (Rafael)
A Disputa do Santíssimo Sacramento (em italiano: La disputa del sacramento), ou Disputa, é uma pintura do artista renascentista italiano Rafael. Foi pintada entre 1509 e 1510 como a primeira parte da encomenda de Rafael para decorar com afrescos as salas que hoje são conhecidas como Salas de Rafael (Stanze di Raffaello), no Palácio Apostólico do Vaticano. Na época, esta sala era conhecida como Stanza della Segnatura e era a biblioteca papal privada onde se reunia o Supremo Tribunal da Assinatura Apostólica.